# Cerros de Tocorpuri
Cerros de Tocorpuri är en bergskedja i Bolivia, på gränsen till Chile. Den ligger i den sydvästra delen av landet, 500 km sydväst om huvudstaden Sucre.
Trakten runt Cerros de Tocorpuri är ofruktbar med lite eller ingen växtlighet. Trakten runt Cerros de Tocorpuri är nära nog obefolkad, med mindre än två invånare per kvadratkilometer.